# Stephen Koehler

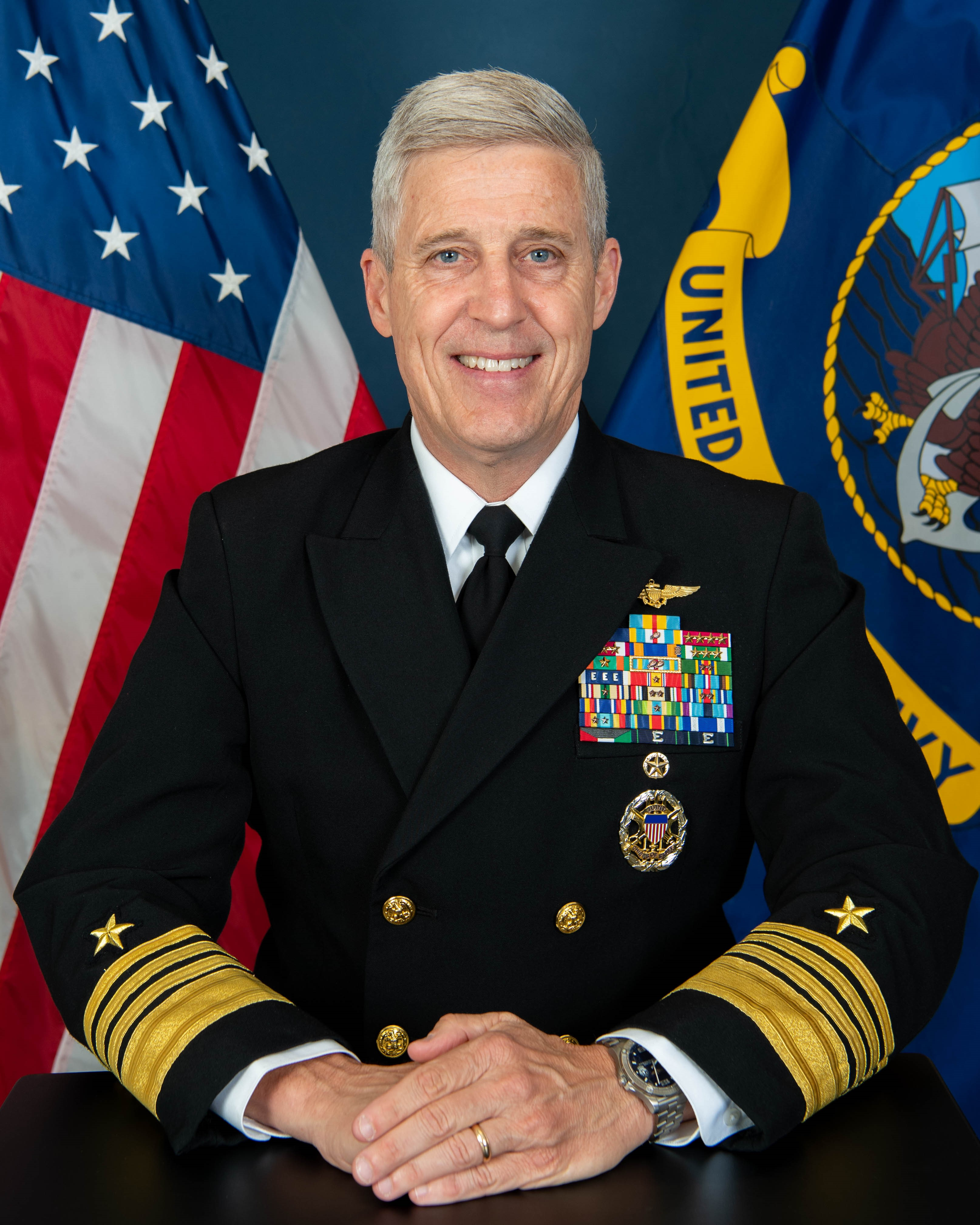
Stephen Koehler (2024)

Stephen Thomas Koehler (* 15. April 1964 in Norfolk, Virginia) ist ein US-amerikanischer Admiral der United States Navy und Kommandeur der United States Pacific Fleet.

## Leben
Stephen Koehler wuchs in einer Familie mit Marinetradition auf und graduierte 1986 an der University of Colorado in Boulder mit einem Bachelor of Science in Physik. Er trat danach über das Naval Reserve Officer Training Corps der United States Navy bei und erwarb später einen Master in National Security and Strategic Studies am Naval War College. Im März 1989 schloss er seine Ausbildung als Pilot von Kampfflugzeugen ab und absolvierte in den folgenden Jahrzehnten seiner Dienstzeit bisher über 3900 Stunden und 600 Landungen auf Flugzeugträgern auf den Flugzeugmustern Grumman F-14 Tomcat und McDonnell Douglas F/A-18 Super Hornet.
Während seiner Zeit auf See war er unter anderem an Bord der Schiffe Carl Vinson, Bataan sowie Dwight D. Eisenhower eingesetzt und als Teil der Carrier Strike Group Nine. Seine Auslandseinsätze führten ihn unter anderem ins Mittelmeer und den Indischen Ozean als Teil der US-geführten Operationen Desert Storm, Southern Watch, Iraqi Freedom, Inherent Resolve, Freedom Sentinel, Delivered Guard und Unified Protector.
An Amtsverwendungen war er unter anderem als Personaloffizier im Bureau of Naval Personnel eingesetzt sowie als Stabschef der Joint Task Force Horn of Africa in Dschibuti. Als Flaggoffizier war er unter anderem Director of Fleet Training am United States Fleet Forces Command, Leiter der Operationsabteilung (J3) im United States Indo-Pacific Command und stellvertretender Kommandeur der United States Pacific Fleet. Zudem führte er die 3. US-Flotte (zentraler und östlicher Pazifik) und war im Pentagon im Bereich Strategy Plans and Policy im Joint Staff eingesetzt. Am 4. April 2024 übernahm er das Kommando über die Pazifikflotte mit Stabssitz auf der Pearl Harbor Naval Base von Samuel Paparo.